# Mudhoney (album)
Mudhoney è il primo album dei Mudhoney, pubblicato nel 1989.

## Il disco
Il brano Magnolia Caboose Babyshit è in realtà una cover di Magnolia Caboose Babyfinger dei Blue Cheer, ma nelle note di copertina è comunque segnalata come composizione originale. Il lavoro fu inciso agli studi di registrazione  Reciprocal Recording di Seattle, nel luglio del 1989.

## Tracce

### Lato A
1. This Gift - 3:34
2. Flat Out Fucked - 2:15
3. Get Into Yours - 3:50
4. You Got It - 2:50
5. Magnolia Caboose Babyshit - 1:07
6. Come to Mind - 4:52

### Lato B
1. Here Comes Sickness - 3:41
2. Running Loaded - 2:50
3. The Farther I Go - 2:07
4. By Her Own Hand - 3:16
5. When Tomorrow Hits - 2:39
6. Dead Love - 4:27

## Formazione
- Mark Arm - voce, chitarra
- Steve Turner - chitarra
- Matt Lukin - basso
- Dan Peters - batteria

## Produzione[1]
- Jane Higgins – impaginazione
- Charles Peterson – fotografia (istantanee in bianco e nero)
- Michael Lavine – fotografia (istantanee a colori)
- Jack Endino – ingegnere del suono